# Fentrazamid
Fentrazamid ist ein Pflanzenschutzwirkstoff aus der Gruppe der Herbizide, der zur Bekämpfung von Unkräutern eingesetzt wird.

## Eigenschaften
Studien zeigten, dass Fentrazamid bei der Bekämpfung von Unkräutern in Reisfeldern eine Bekämpfungseffizienz von mehr als 89,6 % erzielte. Zu den Unkräutern, die bekämpft wurden, gehörten u. a. Hühnerhirse und Niederliegendes Büchsenkraut. Fentrazamid zeigte sich bei Konzentrationen von 200–250 g a. i./hm² für Reis als unbedenklich.

## Synthese
Die Synthese von Fentrazamid ist in der folgenden Reaktionssequenz beschrieben:

## Handelsname
Ein Pflanzenschutzmittel mit dem Wirkstoff Fentrazamid wird unter den Handelsnamen Yaiba (mit Pyrimisulfan), Bodyguard (mit Tefuryltrion), Lecspro (mit Propanil) vermarktet.

## Zulassung
In Deutschland und der EU sind keine Pflanzenschutzmittel zugelassen, die diesen Wirkstoff enthalten.